# Rheinbote
Rheinbote (nemško Renski kurir) je bila nemška balistična raketa kratkega dosega druge svetovne vojne.

## Zgodovina razvoja
Raketa je bila ustvarjena v nemškem koncernu Rheinmetall-Borsig kot možna zamenjava za daljnometno artilerijo. Zaradi uspešne taktike Blitzkrieg so v Nemčiji prišli do spoznanja, da artilerija ne more dovolj hitro slediti ostalim enotam in jim nuditi artilerijske predpriprave terena. Poleg tega je imela tedanja daljnometna artilerija (veliki topovi in možnarji) doseg le do 150 km. Enote opremljene z balističnimi raketami kratkega dosega daleč v zaledju bi rešile to težavo, saj bi lahko iz istega mesta nudili tovrstno pomoč zgolj z ustrezno korekturo ognja na veliko večjih razdaljah. To nalogo so sicer delno že opravljale enote Luftwaffe opremljene z jurišniki in bombniki strmoglavci, vendar je bila to draga rešitev in hkrati nepotrebno izpostavljanje pilotov protiletalskemu ognju. Prvi preizkusi z raketo dosega do 220 km imenovano Rheinbote so se tako začeli v letu 1943. Raketa je bila prvič uporabljena v boju leta 1944. novembra tega leta so namreč z njo začeli obstreljevati Antwerpen v Belgiji. Na to mesto so do konca vojne izstrelili več kot 220 teh raket.

## Opis
Raketa je bila dolga podolgovata cev s krilci in repnimi stabilizatorji, ki so usmerjali let rakete. Domet so določali s količino goriva in odvzemanjem ali dodajanjem faznih komponent. Zaradi tega se je raketa izkazala kot  povsem neuporabna za natančno ognjeno podporo in je v operativni uporabi prevzela naloge strateške rakete (podobno kot V-2).

### Specifikacije
- Motor: štirifazni motor na trdno gorivo (diglikol)
- Dolžina: 11,4 m
- Masa ob izstrelitvi: 1.709 kg
- Bojna glava: 40 kg
- Doseg: 220 km
- Višina leta: 70 km